# Interstate 4
La Interstate 4 è un'autostrada statunitense che collega la zona ovest della Florida, nella contea di Hillsborough e, passando nell'area metropolitana di Orlando, termina nei pressi di South Daytona, nella Contea di Volusia.

## Tracciato
| EAST Interstate 4 |                                                             |                |              |
| Tipo              | Indicazione                                                 | Stato federato | Contea       |
|                   | South Tampa                                                 | Florida        | Hillsborough |
| Exit 2            | Selmon Expressway Brandon                                   | Florida        | Hillsborough |
| Exit 3            | 50th St Columbus Dr                                         | Florida        | Hillsborough |
| Exit 5            | Martin Luther King Jr. Blvd                                 | Florida        | Hillsborough |
| Exit 6            | Orient Rd                                                   | Florida        | Hillsborough |
| Exit 7            | Riverview Zephyrhills                                       | Florida        | Hillsborough |
| Exit 9            | Ocala Naples                                                | Florida        | Hillsborough |
| Exit 10           | Mango Thonotosassa                                          | Florida        | Hillsborough |
|                   | Weigh Station                                               | Florida        | Hillsborough |
| Exit 14           | Macintosh Rd                                                | Florida        | Hillsborough |
| Exit 17           | Branch Forbes Rd                                            | Florida        | Hillsborough |
| Exit 19           | Thonotosassa Rd                                             | Florida        | Hillsborough |
| Exit 21           | Alexander St Buchman Hwy                                    | Florida        | Hillsborough |
| Exit 22           | Park Rd                                                     | Florida        | Hillsborough |
| Exit 25           | County Line Rd                                              | Florida        | Hillsborough |
| Exit 27           | Polk Parkway Lakeland - Winter Haven                        | Florida        | Polk         |
| Exit 28           | Lakeland                                                    | Florida        | Polk         |
| Exit 31           | Kathleen Lakeland                                           | Florida        | Polk         |
| Exit 32           | Lakeland                                                    | Florida        | Polk         |
| Exit 33           | Lakeland                                                    | Florida        | Polk         |
| Exit 38           |                                                             | Florida        | Polk         |
| Exit 41           | Polk Parkway Auburndale                                     | Florida        | Polk         |
| Exit 44           | Polk City Auburndale                                        | Florida        | Polk         |
|                   | Rest Area                                                   | Florida        | Polk         |
| Exit 48           | Lake Alfred Winter Haven                                    | Florida        | Polk         |
| Exit 55           | Haines City Clermont                                        | Florida        | Polk         |
| Exit 58           | Poinciana Kissimmee                                         | Florida        | Osceola      |
| Exit 60           | Daniel Webster Western Beltway Apopka                       | Florida        | Osceola      |
| Exit 62           | Central Florida GreeneWay Disney World Celebration          | Florida        | Osceola      |
| Exit 64           | Kissimmee Magic Kingdom                                     | Florida        | Osceola      |
| Exit 65           | Osceola Pkwy Animal Kingdom                                 | Florida        | Osceola      |
| Exit 67           | Epcot                                                       | Florida        | Orange       |
| Exit 68           | Lake Buena Vista                                            | Florida        | Orange       |
| Exit 71           | Sea World                                                   | Florida        | Orange       |
| Exit 72           | Martin Andersen Beachline Expy Int'l Airport Cape Canaveral | Florida        | Orange       |
| Exit 74A          | Sand Lake Rd International Dr                               | Florida        | Orange       |
| Exit 75A          | International Drive Universal                               | Florida        | Orange       |
| Exit 75B          | Kirkman Road                                                | Florida        | Orange       |
| Exit 77           | Florida's Turnpike Miami Ocala                              | Florida        | Orange       |
| Exit 78           | Conroy Road                                                 | Florida        | Orange       |
| Exit 79           | John Young Pkwy                                             | Florida        | Orange       |
| Exit 80A          |                                                             | Florida        | Orange       |
| Exit 80B          |                                                             | Florida        | Orange       |
| Exits 81B e C     | Kaley Ave                                                   | Florida        | Orange       |
| Exit 82A          | Holland East-West Expy                                      | Florida        | Orange       |
| Exit 82B          | South St                                                    | Florida        | Orange       |
| Exit 83A          | Amelia St Bob Carr                                          | Florida        | Orange       |
| Exit 85           | Princeton St                                                | Florida        | Orange       |
| Exit 86           | Park St                                                     | Florida        | Orange       |
| Exit 87           | Fairbanks Ave                                               | Florida        | Orange       |
| Exit 88           | Lee Rd                                                      | Florida        | Orange       |
| Exit 90A          | Maitland Blvd                                               | Florida        | Orange       |
| Exit 90B          | Maitland Blvd                                               | Florida        | Orange       |
| Exit 92           | Altamonte Spgs Apopka                                       | Florida        | Seminole     |
| Exit 94           | Longwood Winter Spgs                                        | Florida        | Seminole     |
|                   | Rest Area                                                   | Florida        | Seminole     |
| Exit 98           | Lake Mary Heatrow                                           | Florida        | Seminole     |
| Exit 101A         | Sanford Heatrow                                             | Florida        | Seminole     |
| Exits 101B e C    | Central Florida GreeneWay Sanford Mount Dora                | Florida        | Seminole     |
| Exit 104          | Sanford                                                     | Florida        | Seminole     |
| Exit 108          | DeBary Deltona                                              | Florida        | Volusia      |
| Exit 111A         | Deltona                                                     | Florida        | Volusia      |
| Exit 111B         | Orange City                                                 | Florida        | Volusia      |
| Exit 114          | Deltona DeLand                                              | Florida        | Volusia      |
| Exit 116          | DeLand Lake Helen Historic Dist.                            | Florida        | Volusia      |
| Exit 118 A e B    | New Smyrna Beach DeLand Historical Dist.                    | Florida        | Volusia      |
| Exit 129          | Daytona Beach                                               | Florida        | Volusia      |
| Exit 130          | Daytona Beach Jacksonville                                  | Florida        | Volusia      |
| Exit 132B         | Miami                                                       | Florida        | Volusia      |
| Exit 132A         | South Daytona                                               | Florida        | Volusia      |
|                   | Beville Rd                                                  | Florida        | Volusia      |